# Stefan Heucke

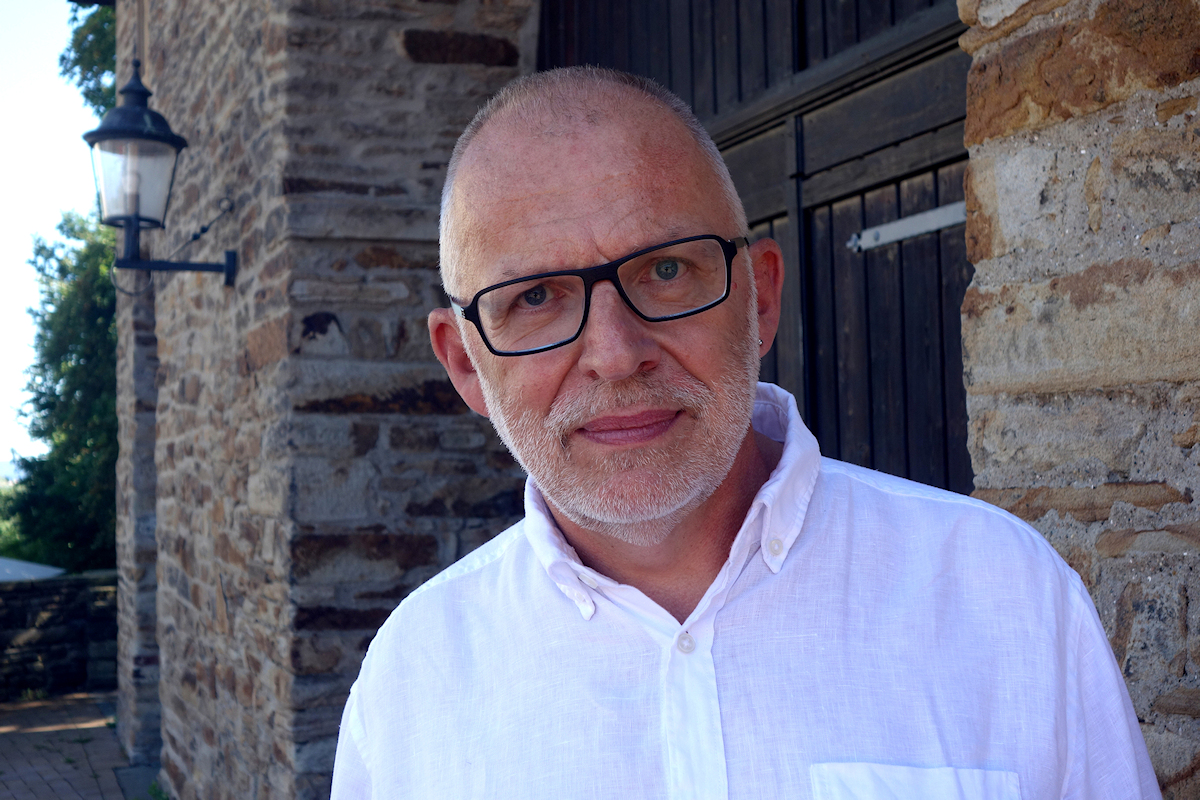
Stefan Heucke 2018 auf Haus Opherdicke

Stefan Heucke (* 24. Mai 1959 in Gaildorf, Baden-Württemberg) ist ein deutscher Komponist. Seit 1996 lebt er als freischaffender Komponist abwechselnd in Bochum und an der italienischen Riviera.

## Vita
Heucke legte 1978 in Stuttgart sein Abitur ab und studierte dann bei Renate Werner privat Klavier. 1982 wechselte er an die Musikhochschule Dortmund, wo er bei Arnulf von Arnim Klavier und bei Gerhart Schäfer Tonsatz und Komposition studierte.
Heuckes Karriere als Komponist begann 1985, als das Saarländische Staatsorchester seine Vier Orchesterstücke op.5 uraufführte. Von 1989 bis 2002 hatte er einen Lehrauftrag an der Staatlichen Hochschule für Musik Detmold in Dortmund.
1996 bekam Heucke von der Werner-Richard-Dr.-Carl-Dörken-Stiftung für zwei Jahre ein Stipendium.
In diesem Jahr begann Schott Musik International, Heuckes Partituren zu veröffentlichen. Ab 1998 folgten zahlreiche CD-Produktionen.
2001 führte das   des Musiktheaters Gelsenkirchen Heuckes Tanzoratorium Die Ordnung der Erde (op. 30) erstmals auf. Zu diesem Stück ließ sich Heucke vom Gilgamesch-Epos inspirieren. Inszeniert und choreographiert wurde es von Bernd Schindowski.
Heucke sucht die Verbindung von Sprache und Musik und nimmt sich häufig literarischer Texte an. Sein Werkkatalog umfasst bis Januar 2025 141 Opera und bedient alle Gattungen der ernsten Musik, Orchesterwerke (Sinfonien, Konzerte, Vokalwerke mit Orchester), Kammermusik und Solowerke, Lieder, geistliche Musik, fünf abendfüllende Werke für das Musiktheater und vier ebenfalls abendfüllende oratorische Werke. 
2004 erhielt Heucke den Kompositionsauftrag der Städtischen Bühnen Krefeld/Mönchengladbach und Stipendium der Werner Richard – Dr. Carl Dörken – Stiftung für die Oper Das Frauenorchester von Auschwitz (siehe unten).
Im November 2007 wurde Heucke mit dem alle sechs Jahre vom Landschaftsverband Westfalen-Lippe vergebenen Hans-Werner-Henze-Preis ausgezeichnet.
In der Spielzeit 2010/2011 war Heucke Composer-in-residence der „Niederrheinischen Sinfoniker“ in Krefeld/Mönchengladbach.
Im Jahr 2011 komponierte Heucke die Musik zu einem Oratorium über das Leben des Seligen Nikolaus Groß, zu dem sein Bruder Clemens Heucke das Libretto schrieb.
Zum Luther-Jahr 2017 schrieb Heucke im Auftrag des Deutschen Symphonie-Orchesters (DSO) seine Deutsche Messe op.80 für Soli, Chor und Orchester, zu der Bundestagspräsident a. D. Norbert Lammert die deutsche Textfassung erstellte.
Seit 2016 ist Heucke regelmäßiger Gast als Composer-in-residence beim Staunton Music Festival in Virginia (USA).
Im Jahr 2023 kam Heuckes Kammeroper Aida – Der fünfte Akt, eine Fortsetzung von Verdis Aida, in Mönchengladbach zur Uraufführung. Das Libretto zu der rund 70-minütigen Oper stammt von dem Bochumer Literaturwissenschaftler Ralph Köhnen.
Für seine Tätigkeit als Composer-in-Residence beim Bachfest Münster 2024 schrieb Heucke seine abendfüllende Markus-Passion op. 130 für Soli, Chor und Orchester, in der die Evangelistenpartie erstmals einer Frauenstimme anvertraut wurde. Heucke schrieb die Partie für Ingeborg Danz, die das Werk auch uraufführte und der es gewidmet ist. Ebenfalls für das Bachfest entstand die „Kantate vom Feuer“ op. 131 für Sprecher, Soli, Chor und Orchester zu einem Text von Christian Lehnert.
Im Mai 2024 wurde Heuckes fünfte Oper „Michael Kohlhaas“ nach der Novelle von Heinrich von Kleist am Theater Regensburg uraufgeführt.
Heuckes Werke erscheinen bei Schott Music International.

## Werke
| #   | Opus                | Titel | Dauer                       |
| --- | ------------------- | --- | --------------------------- |
| 1   | Op. 1               | Drei Lieder für Tenor und Streichquintett nach Gedichten von Georg Trakl (1980) | 15’                         |
| 2   | Op. 2               | „Chor der Geretteten“ für Soli, Chor, Bläser und Schlagzeug nach einem Gedicht von Nelly Sachs (1981, UA 1996 in Münster) | 10’                         |
| 3   | Op. 3               | „Eine Gauner- und Ganovenweise“ für Bass und sieben Instrumente nach einem Gedicht von Paul Celan (1982) | 10’                         |
| 4   | Op. 4               | Drei Lieder für Gesang und Klavier (1982, UA 1991 in Duisburg) | 5’                          |
| 5   | Op. 5               | Vier Orchesterstücke (1983, UA 1985 in Saarbrücken) | 15’                         |
| 6   | Op. 6               | „Das weisst aber du nicht“, Musik für Streichquartett (1984, UA 1987 in Neuss) | 15’                         |
| 7   | Op. 7               | Hölderlin-Fragmente für hohe Stimme, Klarinette, Viola und Violoncello (1985, UA 1990 in Dortmund) | 22’                         |
| 8   | Op. 8               | Drei Lieder für Sopran, Klarinette und Gitarre nach Volkstexten (1986, UA 1991 in Dortmund) | 10’                         |
| 9   | Op. 8a              | Drei Lieder, Fassung für Sopran, Klarinette und Klavier (1988) | 10’                         |
| 10  | Op. 8b              | Drei Lieder, Fassung für Sopran, Bassklarinette und Marimbaphon (1994) | 10’                         |
| 11  | Op. 9               | „Und ward getragen von den Engeln in Abrahams Schoß“, Musik für Orgel (1988, UA 1988 in Kamen) | 20’                         |
| 12  | Op. 10              | Variationen über ein Thema von Webern für Orchester (1988, UA 1989 in Münster) | 25’                         |
| 13  | Op. 10a             | Zwölf Variationen über ein Thema von Webern für Klavier (1990, UA 1990 in Werl) | 15’                         |
| 14  | Op. 11              | Trio für Violine, Violoncello und Klavier (1989, UA 1994 in Recklinghausen) | 40’                         |
| 15  | Op. 11a             | Sonate für Klavier zu vier Händen - Auftragswerk des GrauSchumacher PianoDuo(1989/2004, UA 2005 in Berlin) | 40’                         |
| 16  | Op. 12              | I. Symphonie für Soli, Chor und Orchester nach Worten der Bibel - Auftragswerk der EKD - (1990, UA 1991 in Dortmund) | 65’                         |
| 17  | Op. 13              | Bühnenmusik zu „Natal“ für Bläserquintett (1991, UA 1991 in Lünen) | 20’                         |
| 18  | Op. 13a             | Suite für Bläserquintett, Konzertfassung (1991, UA 1991 in Lünen) | 10’                         |
| 19  | Op. 14              | „Abendgebete“ für Tenor und elf Instrumente - Auftragswerk des Süddeutschen Rundfunks - (1991, UA 1991 in Schwäbisch Gmünd) | 10’                         |
| 20  | Op. 15              | „Auch das Schöne muss sterben“, Musik für 23 Soloinstrumente - Auftragswerk der Stadt Werl - (1991, UA 1991 in Werl) | 2’                          |
| 21  | Op. 16              | Quartett für Bajan, Violine, Viola und Violoncello - Auftragswerk der Camerata, Rostow am Don - (1992, UA 1992 in Dortmund) | 25’                         |
| 22  | Op. 17              | Variationen über ein Thema von Sofia Gubaidulina für einen Flötisten und Streichquartett (1992, UA 1993 in Dortmund) | 20’                         |
| 23  | Op. 18,1            | „Es kommt ein Schiff geladen“ für Sopran, Chor und Orgel (1993) | 10’                         |
| 24  | Op. 18,2            | „Fröhlich soll mein Herze springen“ für Sopran, Tenor, Chor, Blechbläser und Pauken (1993, UA 1994 in Unna) | 10’                         |
| 25  | Op. 18,3            | „Ach lieber Herre Jesu Christ“ für Sopran, Violine und Orgel (1994, UA 1994 in Bochum) | 10’                         |
| 26  | Op. 19              | II. Symphonie für Tenor und Orchester nach Gedichten von August von Platen (1993, UA 2000 in Witten) | 30’                         |
| 27  | Op. 20              | „Der selbstsüchtige Riese“, Märchen für Sprecher und Orchester nach Oscar Wilde - Auftragswerk der Musikschule, Kamen - (1994, UA 1996 in Bochum) | 45’                         |
| 28  | Op. 20a             | „Der selbstsüchtige Riese“, Märchen für Sprecher und Klavier zu vier Händen nach Oscar Wilde - Auftragswerk von OMEGA e. V. - (2002, UA 2002 in Bad Salzuflen) | 45’                         |
| 29  | Op. 20b             | „Der selbstsüchtige Riese“, Märchen für Sprecher und Kammerorchester nach Oscar Wilde - Auftragswerk der Staatskapelle Schwerin - (1994/2010, UA 2010 in Schwerin) | 45’                         |
| 30  | Op. 21              | „Einverständnis“, Zyklus für Sopran, Altsaxophon, Viola und Vibra-/Marimbaphon nach Gedichten von Rose Ausländer - Auftragswerk des Westdeutschen Rundfunks - (1994, UA 1995 in Recklinghausen) | 22’                         |
| 31  | Op. 22              | Scherzo für Altsaxophon und Marimba-/Vibraphon (1995, UA 1996 in Dortmund) | 8’                          |
| 32  | Op. 22a             | Scherzo, Fassung für Klarinette und Marimba-/Vibraphon (1996) | 8’                          |
| 33  | Op. 23              | Sonate für Bassklarinette und Klavier (1995, UA 1996 in Leiden) | 23’                         |
| 34  | Op. 23a             | Sonate, Fassung für Violoncello und Klavier (1995, UA 1996 in Gelsenkirchen) | 23’                         |
| 35  | Op. 24              | „Die Brücke“, Erzählung für Sopran solo nach einem Text von Franz Kafka (1995) | 10’                         |
| 36  | Op. 25              | Quintett für Violine, Viola, Violoncello, Kontrabass und Klavier (1995, UA 1997 in Dortmund) | 35’                         |
| 37  | Op. 26              | „Der Gesang aus der tiefsten Hölle“, Zyklus für Mezzosopran und Klavier nach Texten von Franz Kafka (1996, UA 1996 in Dortmund) | 35’                         |
| 38  | Op. 26a             | „Der Gesang aus der tiefsten Hölle“, Fassung von op. 26 für Mezzosopran und Orchester nach Texten von Franz Kafka - Auftragswerk der Bergischen Symphoniker - (1996/2001, UA 2001 in Solingen) | 35’                         |
| 39  | Op. 27              | „Lamentatio“ für Bassoboe und Bassklarinette (1996) | 8’                          |
| 40  | Op. 27a             | „Lamentatio“, Fassung für Viola und Violoncello (1996, UA 2001 in Essen) | 8’                          |
| 41  | Op. 28              | „Der Glückliche Prinz“, 21 leichte Klavierstücke zu dem Märchen von Oscar Wilde (1997, UA 1997 in Altenberge) | 22’ ohne Text, 55’ mit Text |
| 42  | Op. 29              | „Gilgamesch trauert um Engidu“, Szene für Bassklarinette solo (1997, UA 1998 in Maastricht) | 10’                         |
| 43  | Op. 30              | Die Ordnung der Erde, Tanzoratorium nach dem Gilgamesch-Epos für Tänzer, Solostimmen und Orchester, Libretto vom Komponisten - Auftragswerk der Werner Richard-Dr. Carl Dörken Stiftung und des Schillertheaters NRW (1998, UA 2001 im Musiktheater im Revier, Gelsenkirchen) | 144’                        |
| 44  | Op. 31              | „Freies Geleit“ für Sopran und Streichquartett nach einem Gedicht von Ingeborg Bachmann (1998, UA 1998 in Stuttgart) | 10’                         |
| 45  | Op. 32              | „Nacht-Urnen“, Fünf Fantasiestücke für Klavier - I. Nocturne - Auftragswerk des Internationalen Schubert-Wettbewerbs, Dortmund - (1998) 5’; II. Ciacona notturna, für die linke Hand allein (1998) 6’; III. Unendliche Melodie - Melodie der Unendlichkeit, für die rechte Hand allein (1999) 6’; IV. Unisono macabre (Die Höllenleiter) (1999) 1,40’; V. Marche funèbre (2000) 7’; (UA des gesamten Zyklus 2000 in Solingen) |                             |
| 46  | Op. 33              | Konzert für Bassklarinette und Orchester - Auftragswerk von Henri Bok - (1998, UA 1999 in Lissabon) | 23’                         |
| 47  | Op. 34              | „Der Mensch“, Ode für Alt, Violoncello und Harfe, Text von Friedrich Hölderlin - Auftragswerk von Bettina Eickhoff - (1999, UA 2000 in Bochum) | 21’                         |
| 48  | Op. 34a             | „Der Mensch“, Ode für Alt und Orchester nach dem Gedicht von Friedrich Hölderlin (1999/2005, UA 2005 in Bochum) | 21’                         |
| 49  | Op. 34b             | „Der Mensch“, Ode für Alt, Violoncello und Klavier nach dem Gedicht von Friedrich Hölderlin (1999/2009) | 21’                         |
| 50  | Op. 34c             | „Der Mensch“, Ode für Alt, Viola und Klavier nach dem Gedicht von Friedrich Hölderlin (1999/2009) | 21’                         |
| 51  | Op. 35              | „Durch alle Zeit …“, Adagio für Sopran und Orchester, Text aus dem Buch Exodus - Auftragswerk der Bochumer Symphoniker - (1999, UA 1999 in Bochum) | 10’                         |
| 52  | Op. 36              | „Vier Etüden und ein Epilog“, für großes Orchester. I. Fanfare - Walzer? - Auftragswerk des Vereins der Theater- und Konzertfreunde Dortmund - (1999, UA 2000 in Dortmund) 7’; II. Choral (2000) 4’; III. Grand Marche (2000) 7’; IV. Perpetuum mobile - Trauermarsch? (2000) 4’; V. Epilog - „Die wahre Melodie dieser Welt“ 2’ (2000, UA des gesamten Zyklus 2001 in Cuxhaven)                                              | 25’                         |
| 53  | Op. 37              | Assisi - Auftragswerk des Städtischen Chors Recklinghausen - (2000, UA 2001 in Recklinghausen) | 35’                         |
| 54  | Op. 38              | I. Sonate für Violine und Klavier - Auftragswerk von Claria Levens - (2000, UA 2001 in Solingen) | 22’                         |
| 55  | Op. 39              | Konzert für Violoncello und Orchester - Auftragswerk der Bochumer Symphoniker - (2001, UA 2004 in Bochum) | 35’                         |
| 56  | Op. 40              | Zwölf Kanons für zwei Instrumente (2001, UA 2002 in Essen) | 12’                         |
| 57  | Op. 41              | „Grande valse apocalyptique“ für Klavier zu vier Händen - Auftragswerk des GrauSchumacher PianoDuo (2001, UA 2002 in Berlin) | 8’                          |
| 58  | Op. 42              | Variationen für Bassklarinette und 25 Solostreicher (2002) | 15’                         |
| 59  | Op. 42a             | Variationen für Bassklarinette solo - Auftragswerk von Henri Bok - (2002) | 10’                         |
| 60  | Op. 43              | I. Klaviersonate „Esbozos de Tenerife“ - Auftragswerk von Gilead Mishory - (2002, UA 2009 in Recklinghausen) | 30’                         |
| 61  | Op. 44              | I. Kammersinfonie für Sprecher und sieben Instrumente (Flöte, Englisch Horn, Bassklarinette, Klavier, Violine, Viola, Violoncello) zu dem Text „Saisonbeginn“ von Elisabeth Langgässer - Auftragswerk von Bettina und Peter Eickhoff und der Jüdischen Gemeinde Bochum - (2003, UA 2003 in Bochum) | 50’                         |
| 62  | Op. 44a             | „Viertes Wort“ für Klavier solo (2003) | 8’                          |
| 63  | Op. 45              | Metamorphosen eines Satzes von Franz Schubert für Streichquartett und großes Orchester - Auftragswerk der Bergischen Symphoniker - (2003/04 UA 2004 in Solingen mit dem Artemis-Quartett) | 23’                         |
| 64  | Op. 46              | Neun Verwandlungen für Sprecher und Klavier zu Texten von Elftraud von Kalckreuth (2003/04 UA 2004 in Mainz) | 75’                         |
| 65  | Op. 46a             | Neun Klavierstücke „Verwandlungen“ (2003/04) | 35’                         |
| 66  | Op. 47              | Das Frauenorchester von Auschwitz, Musiktheater in 3 Akten, Libretto von Clemens Heucke - Auftragswerk der Städtischen Bühnen Krefeld/Mönchengladbach - (2001-2006, UA 2006 in Mönchengladbach) | 190’                        |
| 67  | Op. 48              | Sonata minima für Bassklarinette und Klavier, Auftragswerk von Henri Bok (2006, UA 2006 in Rotterdam) | 6’                          |
| 68  | Op. 49              | „Heimat“ Sieben Skizzen und ein Epilog für Akkordeon und Klavier - Auftragswerk der Gesellschaft für Westfälische Kulturarbeit e. V. Münster (2006/07, UA 2007 in Münster) | 25’                         |
| 69  | Op. 50              | „Zur Zeit der letzten Posaune“ für Posaune und Klavier - Auftragswerk der ARD für den Internationalen Musikwettbewerb der ARD 2007 (2007, UA 2007 in München) | 10’                         |
| 70  | Op. 51              | II. Streichquartett - Auftragswerk des Kultursekretariats NRW Gütersloh für das Mandelring-Quartett (2007, UA 2007 in Unna) | 33’                         |
| 71  | Op. 52              | „Sieben Lieder vom Tod“ für Gesang und Klavier nach Gedichten von Hertha Kräftner - Auftragswerk der Internationalen Brahmsgesellschaft Pörtschach (2007, UA 2008 in Antwerpen) | 25’                         |
| 72  | Op. 53              | Konzert für vier Celli, Klavier und Orchester - Auftragswerk der Bergischen Symphoniker (2008, UA 2009 in Solingen) | 25’                         |
| 73  | Op. 54              | ma Jissra’\|él“ nach Worten der Thora - Auftragswerk der Konzertgesellschaft Schwerte und des Städtischen Oratorienchors Kamen (2008/09, UA 2009 in Schwerte) | 50’                         |
| 74  | Op. 55              | Sonate für Oboe und Klavier mit Männerchor „Den homosexuellen Opfern des Nationalsozialismus zum Gedenken“ - Auftragswerk der Oboistin Susan Eischeid, USA (2009, UA 2010 in San Francisco) | 16’                         |
| 75  | Op. 56              | Sonate für Trompete und Klavier „Wo die schönen Trompeten blasen“ - Auftragswerk von Griseldis Lichdi und Anette Fischer-Lichdi (2009, UA 2010 in Recklinghausen) | 14’                         |
| 76  | Op. 57              | „Pater noster - Unser Vater“ für Soli, Chor und Orchester, Deutscher Text von Norbert Lammert - Auftragswerk der Bochumer Symphoniker (2009, UA 2010 in Bochum) | 20’                         |
| 77  | Op. 57a             | „Unser Vater“ für Chor und Orgel, Deutscher Text von Norbert Lammert (2011, UA 2011 in Bochum) | 7’                          |
| 78  | Op. 57b             | „Unser Vater“ für Chor und Orchester, Deutscher Text von Norbert Lammert (2012, UA 2012 in Pirna) | 7’                          |
| 79  | Op. 58              | II. Sonata per Violino e Pianoforte - Auftragswerk von Rainer Maria Klaas für „Zeit::Reise“ (2009, UA 2010 in Recklinghausen) | 20’                         |
| 80  | Op. 59              | IV. Symphonie „Concertante“ - Auftragswerk der Niederrheinischen Symphoniker - (2010, UA 2011 in Krefeld) | 38’                         |
| 81  | Op. 60              | „Nachtigallenchor“ Vier Lieder für Bass-Bariton und Klavier nach Gedichten von Heinrich Heine - (2010, UA 2010 in Tel Aviv) | 15’                         |
| 82  | Op. 61              | Skizzen, Ruinen, Adlerfittige - Zwölf Préludes für Klavier (2010/11, UA 2013 in New York) | 24’                         |
| 83  | Op. 62              | „Nikolaus Groß“ Oratorium für Soli, Chöre und Orchester, Libretto von Clemens Heucke - Auftragswerk des Ruhr-Bistums Essen (2010/11, UA 2011 in Duisburg) | 92’                         |
| 84  | Op. 63,1            | „Gott wohnt in einem Lichte“ - Choralmotette für gemischten Chor und Orgel (ad libitum), Text von Jochen Klepper (2011, UA 2013 in Bochum) | 7’                          |
| 85  | Op. 63,2            | „Wie groß ist des Allmächtigen Güte“ Choralmotette in fünf Variationen über den Chorsatz von Felix Mendelssohn Bartholdy für gemischten Chor und Orgel (ad libitum) Text von Christian Fürchtegott Gellert (2017, UA 2019 in Duisburg) | 9’                          |
| 86  | Op. 63,3            | „Da pacem Domine - Verleih uns Frieden“ Motette für gemischten Chor und Orgel (ad libitum) T (2023) | 6’                          |
| 87  | Op. 64              | Variationen über einen Ländler von Schubert für Klavier zu vier Händen (2011, UA 2013 auf Schloss Johannisberg - Rheingau-Festival) | 12’                         |
| 88  | Op. 65              | Sechs Variationen über einen Ländler von Schubert für Klavier zu zwei Händen (2011, UA 2012 in London) | 6’                          |
| 89  | Op. 66              | Sonate für zwei Klaviere und Orgel (2011/12, UA 2013 in Münster) - Auftragswerk des GrauSchumacher PianoDuo | 32’                         |
| 90  | Op. 66a             | Sonate für zwei Klaviere und Streichquartett (2011/12/14, UA 2015 in Neuss) - Auftragswerk des GrauSchumacher PianoDuo | 32’                         |
| 91  | Op. 67              | „Serenata malinconica“ für Klarinette (A) und Harfe (2012, UA 2012 in Gütersloh) - Auftragswerk des Theaters Gütersloh für das Duo Imaginaire | 13’                         |
| 92  | Op. 67a             | „Serenata malinconica“ für Viola und Harfe (2012/2016) | 13’                         |
| 93  | Op. 67b             | „Serenata malinconica“ für Klarinette (A) und Klavier (2012/2016, UA 2016 in Bolzano) | 13’                         |
| 94  | Op. 67c             | „Serenata malinconica“ für Viola und Klavier (2012/2016) | 13’                         |
| 95  | Op. 68              | “Die alte Weise sehnsuchtsbang„“ „Symphonische Variationen über die Hirtenweise aus „Tristan und Isolde“ von Richard Wagner für großes Orchester (2012, UA 2013 in Dortmund) - Auftragswerk des Richard-Wagner-Verbandes Dortmund e. V. | 25’                         |
| 96  | Op. 69              | III. Streichquartett „Fragmente“ - Auftragswerk der Werner Richard-Dr. Carl Dörken-Stiftung(2013, UA in geschlossener Gesellschaft 2013 in Herdecke, öffentliche UA 2014 in Cappenberg) | 11’                         |
| 97  | Op. 70              | „Die alte Weise sehnsuchtsbang“ Kontrapunktische Variationen über die Hirtenweise aus „Tristan und Isolde“ von Richard Wagner für zwei Klaviere - Auftragswerk des GrauSchumacher PianoDuo (2013, UA 2014 in Dijon) | 25’                         |
| 98  | Op. 71              | Drei Choralvorspiele für Klavier zu vier Händen I. Wer nur den lieben Gott lässt walten. II. Schmücke dich, o liebe Seele III. Befiehl du deine Wege (2013, UA 2014 in Bolzano) | 14’                         |
| 99  | Op. 72              | Iokaste Musiktragödie für Mezzosopran, Schauspielerin und Orchester Text von Jörg Maria Welke - Auftragswerk der Duisburger Philharmoniker (2012/13, UA 2014 in Marl im Rahmen der Ruhrfestspiele) | 125’                        |
| 100 | Op. 73              | Quintett für Oboe, Englischhorn, Bassoboe, Fagott und Klavier - Auftragswerk der Staatsoper Berlin für das Faboi Doppelrohr-Quartett (2014, UA 2014 in Berlin) | 29’                         |
| 101 | Op. 73a             | Quintett für Oboe, Klarinette, Horn, Fagott und Klavier (2014) | 29’                         |
| 102 | Op. 73b             | Quintett für Saxophonquartett und Klavier (2014, UA 2016 in Bolzano) | 29’                         |
| 103 | Op. 74              | Drei Oden für Alt, Violine und Klavier nach Gedichten von Friedrich Hölderlin (2014, UA 2016 in Leverkusen)- Auftragswerk von Ingeborg Danz und Peter Stein | 17’                         |
| 104 | Op. 75              | Bruchstücke aus der Oper „Das Frauenorchester von Auschwitz“ für vier Frauenstimmen und Orchester - Auftragswerk des Philharmonischen Orchesters Bremerhaven (2014, UA 2015 in Bremerhaven) | 43’                         |
| 105 | Op. 76              | „Diabelli - Variationen über ein Thema von Franz Schubert“ für Klavier (2014, UA 2019 in Amsterdam) | 62’                         |
| 106 | Op. 77              | Baruch ata Adonaj - Gesegnet seist du, Herr Kantate über einen hebräischen Segenstext für Bariton, drei Knabenstimmen, Kammerchor, großen Chor und Orchester - Auftragswerk der Bochumer Symphoniker - GMD Steven Sloane (2014, UA 2016 in Bochum) | 28’                         |
| 107 | Op. 78              | Sonate „Komm, Gott Schöpfer, Heiliger Geist“ für Orgel (2015, UA 2016 in Kremsier/CZ) | 21’                         |
| 108 | Op. 79              | II. Klaviersonate „Nun danket alle Gott“ (2015, UA 2017 in Wuppertal) | 22’                         |
| 109 | Op. 80              | Deutsche Messe für vier Soli, Chor und Orchester Textfassung von Norbert Lammert - Auftragswerk des Deutschen Symphonie-Orchesters Berlin (2015/16, UA 2017 in Mainz) | 95’                         |
| 110 | Op. 81              | „Fürchtet euch nicht“ für Frauenchor und Klavier nach Worten der Bibel (5. Mose 31,6) (2016) | 5’                          |
| 111 | Op. 82              | Concerto grosso Nr. 1 für Tubaquartett und Orchester - Auftragswerk der Dresdner Philharmonie, der Wuppertaler Bühnen und Sinfonieorchester GmbH und der Buffet Group Germany GmbH für das Melton Tuba Quartett (2016, UA 2017 in Dresden) | 25’                         |
| 112 | Op. 82a             | Scherzino für Tubaquartett - dem Melton Tuba Quartett zum 30-jährigen Jubiläum gewidmet (2018) | 3’                          |
| 113 | Op. 83              | „Der Menschheit Würde“ Variationen für Sopran, Chor und Orchester nach Worten von Friedrich Schiller - Den Philharmonischen Chören Dresden zum 50-jährigen Jubiläum gewidmet (2017, UA 2017 in Dresden) | 15’                         |
| 114 | Op. 84              | Choral und Passacaglia für Euphonium und Orgel (2017) | 10’                         |
| 115 | Op. 84a             | Choral und Passacaglia - Fassung für Tuba und Orgel (2017) | 10’                         |
| 116 | Op. 85              | „Variationen mit Haydn“ für Klavier (2017, UA 2017 in Berlin) | 25’                         |
| 117 | Op. 86              | III. Klaviersonate (2017, UA 2018 in Schwäbisch Hall) | 25’                         |
| 118 | Op. 87              | 17 Epigramme über Mensch, Gott und Ewigkeit aus dem „Cherubinischen Wandersmann“ des Angelus Silesius für 4-12stimmigen Chor a cappella (2017, UA 2019 in Bochum) | 21’                         |
| 119 | Op. 87a             | 9 Epigramme über Mensch, Gott und Ewigkeit für aus dem „Cherubinischen Wandersmann“ des Angelus Silesius für 4-12stimmigen Chor a cappella (gekürzte und erleichterte Version von op. 87) - Auftragswerk der Kölner Kantorei (2017, UA 2018 in Köln) | 11’                         |
| 120 | Op. 88              | II. Kammersinfonie für Alt, Klarinette, Horn, Violine, Viola, Violoncello und Klavier nach Worten von Joseph von Eichendorff-Auftragswerk von Ingeborg Danz (2017, UA 2018 in Bonn) | 30’                         |
| 121 | Op. 89,1            | Sonate für Violine solo (2017) | 16’                         |
| 122 | Op. 89,2            | Sonate für Viola solo (2017, UA 2018 in Berlin) | 14’                         |
| 123 | Op. 89,3            | Sonate für Violoncello solo (2017) | 16’                         |
| 124 | Op. 90              | Concerto antifonico per Organo, Archi e Timpani - Auftragswerk des Staunton Music Festival (2017/18, UA 2018 in Staunton VA, USA) | 25’                         |
| 125 | Op. 91              | Quartett für Violine, Viola, Violoncello und Klavier - Auftragswerk des Fauré-Quartetts (2018, UA 2019 in Gschwend) | 25’                         |
| 126 | Op. 92              | Transformation Symphonische Dichtung für Orchester - Auftragswerk der RAG (2018, UA 2018 in Bottrop) | 12’                         |
| 127 | Op. 93              | IV. Klaviersonate „Quasi una Passacaglia“ (2018, UA 2020 in Gelsenkirchen) | 20’                         |
| 128 | Op. 94              | „Dennoch“ Sieben Lieder für Frauenstimme und Klavier nach Gedichten von Hilde Domin (2018, UA 2021 in Heidelberg) | 30’                         |
| 129 | Op. 95              | Wind Music Suite im alten Stil für Bläser, Schlagzeuge, Harfe und Kontrabass Auftragswerk der Bochumer Symphoniker (2018, UA 2019 in Bochum) | 16’                         |
| 130 | Op. 96              | Konzert für Klavier und Orchester Nr.1 - Auftragswerk des Sinfonieorchesters Münster - (2018/19, UA 2022 in Münster) | 45’                         |
| 131 | Op. 97              | „Friede den Menschen“ Kantate für Altsolo, Chor und Orchester nach einem anonymen Gebet aus dem Frauenkonzentrationslager Ravensbrück - Auftragswerk der Kölner Kurrende (2019, UA 2022 in Köln) | 22’                         |
| 132 | Op. 98,1            | Sonate für Violoncello und Klavier - Auftragswerk des Westfälischen Celloherbstes am Hellweg (2019, UA 2022 in Recklinghausen) | 18’                         |
| 133 | Op. 98,2            | Sonate für Violoncello und Klavier - Auftragswerk des Westfälischen Celloherbstes am Hellweg (2019, UA 2020 in Arnsberg) | 19’                         |
| 134 | Op. 99              | Fünf Lieder für Gesang und Klavier nach Gedichten von Friedrich Hölderlin - Auftragswerk der Internationalen Hugo-Wolf-Akademie Stuttgart (2019, UA 2020 in Stuttgart) | 17’                         |
| 135 | Op. 100             | „Andenken“ Hymne für sechsstimmigen gemischten Chor a cappella nach dem Gedicht von Friedrich Hölderlin - Auftragswerk der Kölner Vokalsolisten (2019, UA 2020 in Leverkusen) | 11’                         |
| 136 | Op. 101             | Sonate für Trompete und Orgel „Wachet auf“ - Auftragswerk des Staunton Music Festival (2019) | 16’                         |
| 137 | Op. 102             | Concerto grosso Nr. 2 „La nuova Follia“ für zwei Orchestergruppen - Auftragswerk des Staunton Music Festival (2019, UA 2022 n Staunton/USA) | 21’                         |
| 138 | Op. 103             | „Von guten Mächten“ Kantate für Altsolo, Chor und Kammerorchester nach Worten von Dietrich Bonhoeffer (2020) | 17’                         |
| 139 | Op. 104             | „Europa-Fantasie“ Variationen über Beethovens Europa-Hymne für sechsstimmigen gemischen Chor und Klavier zu vier Händen, Text von Norbert Lammert - Auftragswerk der Konrad-Adenauer-Stiftung für BTHVN2020 (2020, UA 2020 in Bonn) | 21’                         |
| 140 | Op. 105             | Sieben Bagatellen für Klavier (2020, UA 2024 in Recklinghausen) | 11’                         |
| 141 | Op. 106             | Quintett für Klarinette, Trompete, Violine, Violoncello und Klavier - Auftragswerk der Sociedad Boliviana de Mùsica de càmara (2020) | 25’                         |
| 142 | Op. 107             | IV. Streichquartett „Konsonanzenquartett“ - Auftragswerk des Festivals „Statt Beethoven“ (2020, UA 2021 in Gelsenkirchen) | 21’                         |
| 143 | Op. 108             | Sonate für Viola und Klavier - Auftragswerk von Burkhard Maiß (2020) | 25’                         |
| 144 | Op. 109             | Drei Lieder nach Gedichten an Max Eisfeldt von Herman Bang für Tenor und Streichquartett (2020) | 17’                         |
| 145 | Op. 110             | V. Klaviersonate „La Fugata“ - Auftragswerk von Schaghajegh Nosrati (2020, UA 2021 in Würzburg) | 31’                         |
| 146 | Op. 111             | III. Sonate für Violine und Klavier - Auftragswerk von Nancy Dahn und Timothy Steeves (2020) | 25’                         |
| 147 | Op. 112             | „Des Baches Wiegenlieder“ Fünf Fantasiestücke für Horn und Klavier (2020, UA 2022 in Wuppertal) | 22’                         |
| 148 | Op. 113             | Música para Respirar, Duo für Klarinette und Trompete (2020, UA 2020 in Sao Paulo) | 6’                          |
| 149 | Op. 114,1           | Sonate für Flöte und Klavier - gefördert durch ein Stipendium des Kulturministeriums NRW (2020, UA 2022 in Münster) | 18’                         |
| 150 | Op. 114,2           | Sonate für Oboe und Klavier - gefördert durch ein Stipendium des Kulturministeriums NRW (2020, UA 2022 in Münster) | 17’                         |
| 151 | Op. 114,3           | Sonate für Klarinette (B) und Klavier - gefördert durch ein Stipendium des Kulturministeriums NRW (2020, UA 2022 in Münster) | 23’                         |
| 152 | Op. 114,4           | Sonate für Fagott und Klavier - gefördert durch ein Stipendium des Kulturministeriums NRW (2020, UA 2022 in Münster) | 16’                         |
| 153 | Op. 115             | Sieben Moments musicaux für Klavier zu vier Händen - Auftragswerk von Véronique Hahn-Ehlers und Kai Switala (2020) | 11’                         |
| 154 | Op. 116             | Fantasie über den Choral „Von guten Mächten“ für Klavier - Auftragswerk von Ana-Marija Markovina (2020, UA 2022 in Bochum) | 21’                         |
| 155 | Op. 117             | Konzert für Violine und Orchester - gefördert vom Musikfonds (2021) | 44’                         |
| 156 | Op. 117a            | Konzert für Violine und Orchester - Fassung für Kammerorchester - gefördert vom Musikfonds (2021) | 44’                         |
| 157 | Op. 118             | Quintett für Klavier, zwei Violinen, Viola und Violoncello (2021) | 32’                         |
| 158 | Op. 119             | „Frei aber einsam“ Fantasie über Liebeslieder von Clara und Robert Schumann und Johannes Brahms für Mezzosopran und Streichquartett - Auftragswerk von Anna Lucia Richter und dem Schumann Quartett (2021, UA 2022 in London) | 23’                         |
| 159 | Op. 120             | Konzert für Klarinette, Trompete und Streichorchester (2021) | 25’                         |
| 160 | Op. 121             | Sonate für Englischhorn und Klavier (Trauermusik für K.S.) - Auftragswerk von Ursus Samaga (2021, UA 2021 in Recklinghausen) | 16’                         |
| 161 | Op. 122             | Pavane de Bolivie avec son Double für Klavier - Für das Praetorius-Projekt 2021 (2021, UA 2021 in Bochum) | 4’                          |
| 162 | Op. 123             | Michael Kohlhaas, Oper nach der Novelle von Heinrich von Kleist, Libretto vom Komponisten und Ronny Scholz (2021/22, UA 2024 in Regensburg) | 95’                         |
| 163 | Op. 123a            | Michael Kohlhaas, Oper nach der Novelle von Heinrich von Kleist, Libretto vom Komponisten und Ronny Scholz - Version für Kammerensemble (2021/22) | 95’                         |
| 164 | Op. 124             | Konzert für Klavier und Orchester Nr.2 (2022) | ca. 27’                     |
| 165 | Op. 125             | „Aida - der fünfte Akt“ Kammeroper für zwei Sänger:innen und 7 Instrumente, Libretto von Ralph Köhnen - Auftragswerk des Theaters Krefeld - Mönchengladbach (2022, UA 2023 in Mönchengladbach) | 72’                         |
| 166 | Op. 126             | Drei Bagatellen, für Horn (F) und Harfe (2022, UA 2024 in Rostock) | 8’                          |
| 167 | Op. 127             | Drei Lieder nach Gedichten an Max Eisfeldt von Herman Bang für Männerstimme (hoch oder mittel) und Klavier (2022) | 10’                         |
| 168 | Op. 128             | Passacaglia festiva für Trompete und Orgel (2022, UA 2023 in Bochum) | 7’                          |
| 169 | Op. 129             | Fantasie über eine spanische Pavane für Klavier - Auftragswerk der Nationalbank, Essen (2022) | 25’                         |
| 170 | Op. 130             | Markus-Passion für Soli, Chor und Orchester - Auftragswerk des Bachfest Münster (2022/23, UA 2024 in Münster) | 125’                        |
| 171 | Op. 131             | „Kantate vom Feuer“ für Sprecher:in Alt, Bass, Chor und Orchester, Texte von Christian Lehnert - Auftragswerk des Bachfest Müster (2023, UA 2024 in Münster) | 35’                         |
| 172 | Op. 132             | In memoriam für Klavier (2023) | 6’                          |
| 173 | Op. 133             | Streichtrio (2023) | 25’                         |
| 174 | Op. 134             | Paria-Trilogie für Bariton, Klavier und Streichquartett nach Gedichten von Johann Wolfgang von Goethe - Auftragswerk des Internationalen Schubert-Wettbewerbs Dortmund (2023, UA 2024 in Dortmund) | 32’                         |
| 175 | Op. 135             | Il Cenacolo für Violoncello und zwölf Violinen - Auftragswerk der Bochumer Symphoniker (2024) | 21’                         |
| 176 | Op. 136             | Quintett für Klarinette, zwei Violinen, Viola und Violoncello - Auftragswerk von Simon Degenkolbe (2024) | 35’                         |
| 177 | Op. 137             | Konzertvariationen für Oboe und Orchester - Auftragswerk von Ramón Ortega Quero (2024) | 23’                         |
| 178 | Op. 138             | Konzert für Trompete und Orchester (mit Solosoran) „Die Herrlichkeit des Lebens“ - Auftragswerk des Staunton Music Festival (2024) | 22’                         |
| 179 | Op. 139             | Quintett für Flöte, Harfe und Streichtrio - Auftragswerk des Staunton Music Festival (2024) | 21’                         |
| 180 | Op. 140             | Sextett für Klavier, Flöte, Oboe, Klarinette, Fagott und Horn - Auftragswerk des Staunton Music Festival (2024) | 21’                         |
| 181 | Op. 141             | Dichterleben, 13 Lieder für Gesang und Klavier nach Gedichten von Rainer Maria Rilke (2024/25) | 31’                         |
| #   | Werke o. Opusnummer | Titel | Dauer                       |
| 182 | WoO 1               | „Fünf Lieder von 1901“ von Gustav Mahler, für mittlere Stimme und Streichquartett bearbeitet - Auftragswerk des Kultursekretariats NRW, Gütersloh (1999, UA 1999 in Rheine) - Auch in tiefer und hoher Ausgabe erhältlich | 23’                         |
| 183 | WoO 2               | „Salut 2000“ Fanfare für zehn Blechbläser - Auftragswerk des Vereins der Theater- und Konzertfreunde, Dortmund (1999, UA 2000 in Dortmund) | 0,50’                       |
| 184 | WoO 3               | Begrüßung und Abschied („Abschied“ von Hugo Wolf) für mittlere Stimme und Orchester - Auftragswerk der Bochumer Symphoniker (2000, UA 2000 in Bochum) | 10’                         |
| 185 | WoO 4               | „Ich hebe meine Augen auf zu den Bergen“ Psalm 121, für mittlere Stimme und Orgel (2000, UA 2000 in Cappenberg) | 7’                          |
| 186 | WoO 5               | „Lobe den Herrn, meine Seele“ Psalm 103, für mittlere Stimme und Orgel (2002, UA 2002 in Bochum) | 6’                          |
| 187 | WoO 6               | „Il Giardino divino“ für Klavier zu vier Händen (1994/2002) | 7’                          |
| 188 | WoO 7               | Ricercare a 3 aus dem „Musikalischen Opfer“ von J.S. Bach, eingerichtet für Flöte, Englischhorn und Bassklarinette (2003, UA 2003 in Bochum) | 6’                          |
| 189 | WoO 8               | „Deh per questo istante solo“ Arie des Sesto aus „La Clemenza di Tito“ von W.A. Mozart für Mezzosopran und Streichquartett bearbeitet - Auftragswerk des Mandelring-Quartetts (2005, UA 2005 in Heidenheim) | 7’                          |
| 190 | WoO 9               | „Parto, parto, ma tu ben mio“ Arie des Sesto aus „La Clemenza di Tito“ von W.A. Mozart für Mezzosopran, Bassettklarinette und Streichquartett bearbeitet - Auftragswerk des Mandelring-Quartetts (2005, UA 2005 in Heidenheim) | 7’                          |
| 191 | WoO 10              | „Frauenorchester-Suite“ Sechs Stücke von Schubert, Schumann, Strauß, Puccini, Suppé und Beethoven für die Besetzung des Frauenorchesters von Auschwitz rekonstruiert - Auftragswerk des Maggio Musicale Fiorentino (2006, UA 2006 in Florenz) | 20’                         |
| 192 | WoO 11              | „Grande Marche et Trio“ von Franz Schubert, für Violine, Viola, Violoncello, Kontrabass und Klavier bearbeitet (2006, UA 2007 in Dortmund) | 8’                          |
| 193 | WoO 12              | Sieben Mörike-Lieder von Hugo Wolf, für tiefe (mittlere Stimme) und Streichquartett bearbeitet (2007, UA 2017 in Hannover) - Auch in hoher Ausgabe erhältlich | 21’                         |
| 194 | WoO 13              | „Auf verwachsenem Pfade“ von Leoš Janáček, für Akkordeon und Klavier bearbeitet (2007, UA 2007 in Münster) | 30’                         |
| 195 | WoO 14              | „Concerto pathétique“ von Franz Liszt für 2 Klaviere und Orchester bearbeitet und mit neuer Kadenz versehen von Stefan Heucke - Auftragswerk der Stuttgarter Philharmoniker für das Klavierduo GrauSchumacher (2008, UA 2009 Stuttgart) | 24’                         |
| 196 | WoO 15              | Gemeinsam mit Lutz-Werner Hesse „Fantasie und Fuge über ‚Komm, Gott Schöpfer, Heiliger Geist‘“ für Orgel (2014, UA 2015 in Remscheid) | 12’                         |
| 197 | WoO 16              | Wesendonck-Lieder von Richard Wagner für tiefe (mittlere) Stimme und Streichquartett bearbeitet (2016, UA 2017 in Hannover) - Auch in hoher Ausgabe erhältlich | 22’                         |
| 198 | WoO 17              | „Auf verwachsenem Pfade“ von Leoš Janáček, für Klarinette, Viola und Klavier bearbeitet (2016, UA 2017 in Dortmund) | 30’                         |
| 199 | WoO 18              | Drei Eichendorff-Lieder von Robert Schumann, für Alt, Klarinette, Horn, Violine, Violoncello und Klavier bearbeitet (2018) | 8’                          |
| 200 | WoO 19              | Von guten Mächten - Melodie und vierstimmiger Satz nach Worten von Dietrich Bonhoeffer (2020) | 0,45’                       |
| 201 | WoO 20              | „Die schöne Müllerin“ von Franz Schubert für Tenor und Streichquartett bearbeitet (2020) | 68’                         |
| 202 | WoO 21              | Vier Gesänge op. 2 von Alban Berg für Mezzosopran und Kammerensemble bearbeitet (2021) | 9’                          |
| 203 | WoO 22              | „Les nuits d’été“ op. 7 von Hector Berlioz für Gesang und Kammerensemble bearbeitet - hohe und mittlere Ausgabe erhältlich (2021) | 32’                         |

## Preise und Auszeichnungen
- 1985 Preisträger beim Forum junger deutscher Komponisten für Orchestermusik
- 1990 Förderpreis der Stadt Dortmund für junge Künstler
- 2002 1. Preis beim Kompositionswettbewerb des Europafestivals der Ruhr-Orchester Windrose
- 2007 Hans-Werner-Henze-Preis